# Alexandre Pétion
Alexandre Sabès Pétion (ur. 2 kwietnia 1770 w Port-au-Prince zm. 29 marca 1818 tamże) – haitański polityk i wojskowy.

## Życiorys
Początkowo oficer armii francuskiej, następnie jeden z dowódców sił powstańczych walczącym przeciwko Francuzom. Współorganizator spisku, który doprowadził do obalenia Jakuba I. Od marca 1807 prezydent leżącej na południu wyspy Republiki Haiti, od 1816 prezydent dożywotni.